# Автошлях Т 1716
Автошля́х Т 1716 — автомобільний шлях територіального значення у Полтавській області. Проходить територією Кременчуцького, Глобинського, Семенівського та Хорольського районів через Кременчук — Семенівку — Хорол — 87,4 км. Під'їзд до Глобиного 3,5 км. Загальна довжина — 90,9 км.

## Маршрут
Автошлях проходить через такі населені пункти:
| Автошлях Т 1716     |        |
| Полтавська область  |        |
| Кременчуцький район |        |
| Кременчук           |        |
| Піщане              | Н08    |
| Гориславці          |        |
| Миловидівка         |        |
| Глобинський район   |        |
| Погреби             |        |
| Набережне           |        |
| Бабичівка           |        |
| Яроші               |        |
| Пироги              |        |
| Опришки             |        |
| Жуки                | Т 1721 |
| поворот на Глобине  | Т 1717 |
| Коломицівка         |        |
| Семенівський район  |        |
| Герасимівка         |        |
| Устимівка           |        |
| Семенівка           |        |
| Карпиха             |        |
| Хорольський район   |        |
| Вишневе             | Т 1737 |
| Куторжиха           |        |
| Середнє             |        |
| Хорол               | Т 1709 |